# Brachylomia uralensis
Brachylomia uralensis is een vlinder uit de familie uilen (Noctuidae). De wetenschappelijke naam is voor het eerst geldig gepubliceerd in 1910 door Warren.
De soort komt voor in Europa.